# Nepotilla diaphana
Nepotilla diaphana is een slakkensoort uit de familie van de Raphitomidae. De wetenschappelijke naam van de soort is voor het eerst geldig gepubliceerd in 1920 door May.